# Lucienne Reichardt
Lucienne Anna Reichardt (Hoogkarspel, 1 mei 1991) is een Nederlands voormalig voetbalster die als middenvelder speelde. Ze kwam uit voor ADO Den Haag, AFC Ajax en West Ham United.

## Jeugd
Reichardt bracht haar jeugd door in Bodegraven en verhuisde in haar tienerjaren naar Gouda. Ze ging studeren in Rotterdam. Reichardt begon met voetballen bij VV ESTO toen ze 6 jaar oud was. Hier heeft ze 6 tot 7 jaar gevoetbald totdat ze verhuisde naar Gouda. Daar speelde ze bij CVC Reeuwijk totdat ze als middenvelder bij ADO Den Haag terechtkwam.

## Carrière
In haar eerste seizoen aldaar speelde Reichardt ook vaak bij voetbalclub Ter Leede, waar ADO Den Haag een samenwerkingsverband mee heeft. Sinds 2009 was ze een vaste schakel voor ADO Den Haag, waar ze vaak een basisplek op het middenveld innam. In seizoen 2011/12 werd ze kampioen met de club en in 2012 en 2013 werd de beker gewonnen. Ze onderbrak haar carrière voor haar studie psychologie aan de Universiteit van Amsterdam.
In 2016 maakte ze een comeback. Twee jaar lang speelde ze bij AFC Ajax, waarmee ze in 2017 en 2018 zowel landskampioen werd als de beker won.
In de zomer van 2018 ging ze naar West Ham United dat debuteerde in de FA Women's Super League. Met haar club verloor ze de finale van de Women's FA Cup. In mei 2019 gaf ze aan te stoppen omdat ze aan het promoveren is aan het Academisch Medisch Centrum.
Op 1 augustus 2022 begint Reichardt als  manager vrouwenvoetbal bij de KNVB.
Ze is dan al een jaar bezig met de UEFA-managementopleiding Executive Master for International Players (MIP).

### Clubstatistieken
| Seizoen         | Club            | Land            | Competitie            | Competitie | Competitie | Beker | Beker | Internationaal | Internationaal | Overig | Overig | Totaal | Totaal |
| Seizoen         | Club            | Land            | Competitie            | Wed.       | Dlp.       | Wed.  | Dlp.  | Wed.           | Dlp.           | Wed.   | Dlp.   | Wed.   | Dlp.   |
| --------------- | --------------- | --------------- | --------------------- | ---------- | ---------- | ----- | ----- | -------------- | -------------- | ------ | ------ | ------ | ------ |
| 2009/10         | ADO Den Haag    | Nederland       | Eredivisie            | 15         | 0          | 0     | 0     | –              | –              | –      | –      | 15     | 0      |
| 2010/11         | ADO Den Haag    | Nederland       | Eredivisie            | 19         | 2          | 0     | 0     | –              | –              | –      | –      | 19     | 2      |
| 2011/12         | ADO Den Haag    | Nederland       | Eredivisie            | 18         | 2          | 0     | 0     | –              | –              | –      | –      | 18     | 2      |
| 2012/13         | ADO Den Haag    | Nederland       | Women's BeNe League A | 26         | 0          | 0     | 0     | –              | –              | –      | –      | 26     | 0      |
| 2013/14         | ADO Den Haag    | Nederland       | Women's BeNe League   | 27         | 1          | 0     | 0     | –              | –              | –      | –      | 27     | 1      |
| Carrière totaal | Carrière totaal | Carrière totaal | Carrière totaal       | 105        | 5          | 0     | 0     | 0              | 0              | 0      | 0      | 105    | 5      |

## Interlandcarrière
Reichardt was Nederland jeugdinternational. Ze nam het Nederlands vrouwenvoetbalelftal onder 19 deel aan het Europees kampioenschap voetbal vrouwen onder 19 - 2010 waar Nederland de halve finale haalde.

## Erelijst

### MetTer Leede
| Nationaal   |    |         |
| Hoofdklasse | 1× | 2008/09 |

### MetADO Den Haag
| Nationaal                |    |                  |
| Nederlands Landskampioen | 1× | 2011/12          |
| KNVB beker               | 2× | 2011/12, 2012/13 |

### MetAFC Ajax
| Nationaal                |    |                  |
| Nederlands Landskampioen | 2× | 2016/17, 2017/18 |
| KNVB beker               | 2× | 2016/17, 2017/18 |